# Trzebiszewo
Trzebiszewo is een plaats in het Poolse district  Międzyrzecki, woiwodschap Lubusz. De plaats maakt deel uit van de gemeente Skwierzyna en telt 640 inwoners.